# Episodi di Streghe (serie televisiva 1998) (quarta stagione)
La quarta stagione della serie televisiva Streghe è composta da 22 episodi ed è stata trasmessa negli Stati Uniti dal canale The WB dal 4 ottobre 2001 al 16 maggio 2002.
In Italia è stata trasmessa da Rai 2 dal 24 aprile 2002 al 18 luglio 2002.

Gli antagonisti principali della stagione sono Cole, la Sorgente e la Veggente.
A partire da questa stagione entra nel cast regolare Rose McGowan nel ruolo di Paige.
| nº | Titolo originale            | Titolo italiano                | Prima TV USA     | Prima TV Italia |
| -- | --------------------------- | ------------------------------ | ---------------- | --------------- |
| 1  | Charmed Again (1)           | Il ritorno del Trio (1ª parte) | 4 ottobre 2001   | 24 aprile 2002  |
| 2  | Charmed Again (2)           | Il ritorno del Trio (2ª parte) | 4 ottobre 2001   | 24 aprile 2002  |
| 3  | Hell Hath No Fury           | La furia di Piper              | 11 ottobre 2001  | 1º maggio 2002  |
| 4  | Enter the Demon             | Il limbo                       | 18 ottobre 2001  | 1º maggio 2002  |
| 5  | Size Matters                | La casa dei brividi            | 25 ottobre 2001  | 15 maggio 2002  |
| 6  | A Knight to Remember        | Paige e il suo principe        | 1º novembre 2001 | 15 maggio 2002  |
| 7  | Brain Drain                 | Una vita normale               | 8 novembre 2001  | 22 maggio 2002  |
| 8  | Black As Cole               | Doppio volto                   | 15 novembre 2001 | 22 maggio 2002  |
| 9  | Muse to My Ears             | L'ispirazione                  | 13 dicembre 2001 | 29 maggio 2002  |
| 10 | A Paige from the Past       | Il passato di Paige            | 17 gennaio 2002  | 29 maggio 2002  |
| 11 | Trial by Magic              | Il verdetto                    | 24 gennaio 2002  | 5 giugno 2002   |
| 12 | Lost and Bound              | L'incendiario                  | 31 gennaio 2002  | 5 giugno 2002   |
| 13 | Charmed and Dangerous       | Lo scrigno                     | 7 febbraio 2002  | 20 giugno 2002  |
| 14 | The Three Faces of Phoebe   | I tre volti di Phoebe          | 14 febbraio 2002 | 20 giugno 2002  |
| 15 | Marry-Go-Round              | Le nozze di Phoebe             | 14 marzo 2002    | 27 giugno 2002  |
| 16 | The Fifth Halliwheel        | La ruota di scorta             | 21 marzo 2002    | 27 giugno 2002  |
| 17 | Saving Private Leo          | Salvate il soldato Leo         | 28 marzo 2002    | 4 luglio 2002   |
| 18 | Bite Me                     | Mordimi!                       | 18 aprile 2002   | 4 luglio 2002   |
| 19 | We're Off to See the Wizard | Il Grimoire                    | 25 aprile 2002   | 11 luglio 2002  |
| 20 | Long Live the Queen         | Lunga vita alla Regina         | 2 maggio 2002    | 11 luglio 2002  |
| 21 | Womb Raider                 | Piccolo diavolo                | 9 maggio 2002    | 18 luglio 2002  |
| 22 | Witch Way Now?              | La fine del Trio?              | 16 maggio 2002   | 18 luglio 2002  |

## Il ritorno del Trio (1ª parte)
- Titolo originale: Charmed Again (Part 1)
- Diretto da: Michael Schultz
- Scritto da: Brad Kern

### Trama
È la mattina del funerale di Prue, morta dopo l'attacco di Shax. Leo è infatti arrivato in tempo per salvare Piper, mentre per lei non c'era ormai più nulla da fare, insieme al medico che stavano cercando di proteggere. Piper compie un ultimo disperato tentativo per riportare la sorella in vita usando il Libro delle Ombre, ma senza che se ne renda conto l'ultima formula da lei pronunciata (la formula per ritrovare una strega perduta) scatena un insieme di avvenimenti, i quali fanno sì che una giovane donna di nome Paige venga al funerale di Prue. Phoebe stringendole la mano ha una premonizione in cui vede Paige mentre viene attaccata da Shax, il demone che ha ucciso Prue. Mentre Cole (che è inseguito dai demoni al servizio della Sorgente incaricati di ucciderlo, perché è fuggito con Phoebe) e Phoebe cercano di salvare Paige da Shax, i due scoprono che Paige ha il potere di orbitare. Allora Leo e Cole cercano di scoprire se la ragazza è un Angelo Bianco. Mentre Leo torna senza aver saputo niente dagli Anziani, Cole afferma che la Sorgente pensa che Paige possa riuscire a ricostituire il Potere del Trio. Saputo ciò, Piper richiama lo spirito di sua nonna Penny in soffitta per avere spiegazioni, e lei e Phoebe vengono a sapere dalla madre Patty uno scioccante segreto: anni prima aveva avuto una quarta figlia con il suo Angelo Bianco Sam, di cui era innamorata, e la bambina era stata abbandonata in un convento subito dopo la nascita dato che l'amore tra una strega ed un angelo bianco era proibito.
In quello stesso momento entrano l'ispettore Darryl e Cortez, così quest'ultimo scopre che le Halliwell sono streghe. Dopo varie minacce Cortez sviene grazie ad un colpo sferrato da Darryl, il quale viene incoraggiato da Phoebe ad andarsene e a non prendersi la colpa. Infine, grazie ai consigli della nonna, Phoebe pronuncia un incantesimo che porta l'ispettore a Timbuctù.
Piper sfoga la sua rabbia discutendo con la madre. Dopo la sparizione sia della nonna che della madre, le sorelle decidono di partire alla ricerca di Paige, per poi scoprire che lei era già alla porta di ingresso della loro casa.
- Guest star: Jennifer Rhodes (Penny Halliwell), Finola Hughes (Patty Halliwell), James Read (Victor Bennett), Ben Guillory (La Sorgente), Krista Allen (Oracolo), Yancey Arias (Ispettore Cortez), Jordan Bridges (Shane).
- Altri interpreti: Michael Bailey Smith (Shax), David Reivers (Bob Cowan), Andi Carnick (Sacerdotessa).
- Nota: questo è il primo episodio in cui appare il personaggio di Paige Matthews.

## Il ritorno del Trio (2ª parte)
- Titolo originale: Charmed Again (Part 2)
- Diretto da: Mel Damski
- Scritto da: Brad Kern

### Trama
Dopo aver quasi involontariamente aiutato Piper e Phoebe ad eliminare Shax, Paige ha un rifiuto della sua condizione di strega-angelo; in cerca di conforto si affida al suo ragazzo, Shane, nel corpo del quale, però, su consiglio dell'Oracolo è penetrata la Sorgente, che spera così di lusingarla abbastanza da farle scegliere, come strega nascente, la via del male. Il compito delle sue sorellastre sarà dunque quello di mettere il più possibile da parte sia il dolore che le angoscia, e aiutare Paige a non cadere nelle continue trappole che la Sorgente le tende per farle uccidere un innocente. Sarà una lotta dura, tra l'altro complicata dalla presenza di uno zelante collega di Morris, Cortéz, che vuole a tutti i costi sbattere in galera le Halliwell. Ma «il sangue è più forte del male».
- Guest star: Finola Hughes (Patty Halliwell), Ben Guillory (La Sorgente), Krista Allen (Oracolo), Yancey Arias (Ispettore Cortez), Jordan Bridges (Shane), Wendy Phillips (Suora Agnes).
- Altri interpreti: Michael Bailey Smith (Belthazor), David Reivers (Bob Cowan), Ben Parrillo (Jake Grisanti), Kim Little (Carol Grisanti), Trish Daniels (Centralinista), Bobby Preston (Grisanti Jr.), Joe Goddard (Uomo gentile)

## La furia di Piper
- Titolo originale: Hell Hath No Fury
- Diretto da: Chris Long
- Scritto da: Krista Vernoff

### Trama
Rifiutandosi di affrontare il dolore per la morte di Prue, Piper lo soffoca in una pericolosa ricerca di tutti i demoni di San Francisco, portandosi dietro Phoebe e Cole e mettendo la loro e la propria vita in pericolo. In questo modo, e con un potere al contempo bloccante ed esplosivo nel cui uso non è ancora abile, specie da quando è di pessimo umore, si avventura contro le mitologiche Furie; viene così intossicata dal loro fumo, che in lei scova un'ira latente e la fa trasformare. A Phoebe spetta quindi il compito di occuparsi da sola della formazione di Paige che, inesperta, ha sgraffignato il Libro delle ombre dalla casa e lo sta usando per dispensare incantesimi a destra e a manca. Risolte le inevitabili conseguenze di ciò, le due sorelle dovranno occuparsi di Piper, aiutandola a riportare in superficie la sua rabbia: quella per essere stata abbandonata da Prue.
- Guest star: Scott Morenson (Donnie), Becky Wahlstrom (Lila).
- Altri interpreti: David Reivers (Bob Cowan), Ben Tolpin (Billy), Ken Feinberg (Demone)

## Il limbo
- Titolo originale: Enter the Demon
- Diretto da: Joel J. Feigenbaum
- Scritto da: Daniel Cerone

### Trama
La rinascita del Potere del Trio per l'arrivo della quarta sorella ha messo in allarme la Sorgente, che per non perdere la sua supremazia negli inferi sta per ingaggiare con le Halliwell una lotta senza quartiere. Per premunirsi Phoebe chiede a Cole di aiutarla a migliorare le sue doti di combattimento corpo a corpo, mentre Piper impone a Paige di mettersi il più possibile in pari con la conoscenza del Libro delle Ombre e dei rudimenti della stregoneria; ma per un'eccessiva dose di polvere di funghi velenosi, Paige scambia il proprio corpo con quello di Phoebe. Sicché quando Anling, figlia di un maestro Zen, chiede l'aiuto delle sorelle contro Yen Lo, un suo ex condiscepolo che ha sequestrato suo padre in una dimensione a metà tra la vita e la morte, le cose rischiano di complicarsi.
- Guest star: James Hong (Maestro Zen), Jeanne Chinn (An Ling), Daniel Dae Kim (Yen Lo), Jacobi Wynne (Mason Cowan)
- Altri interpreti: Jamison Yang (Negoziante)

## La casa dei brividi
- Titolo originale: Size Matters
- Diretto da: Noel Nosseck
- Scritto da: Nell Scovell

### Trama
Nel suo forte spirito di cambiamento, Piper ha chiesto a un manager di rivoluzionare il P3, e accetta passivamente che costui snaturi il locale trasformandolo in una sottospecie di club a luci rosse. I tentativi di Phoebe di dissuaderla vengono però interrotti dall'istinto di angelo bianco di Paige, che passando ogni giorno davanti a una casa, percepisce in essa la presenza di qualcosa di sinistro. Per indagare sulla cosa, Phoebe finisce nelle mani di Gammill, un collezionista che ha riempito la casa di statuette cotte al forno, ottenute miniaturizzando il corpo di ragazze innocenti. Rimpicciolita a sua volta, Phoebe suscita nell'uomo l'irresistibile tentazione di collezionare tutto il Trio.
- Special musical guest star: Dave Navarro.
- Guest star: Robert Englund (Gammill il Collezionista), Richard McGregor (Treat Taylor), Reynaldo Rosales (Finn), Heather Marie Marsden (Claudia), Kari Coleman (Intervistatrice).
- Altri interpreti: Aaron Brumfield (Buttafuori).
- Nota: la donna con cui Phoebe ha il colloquio di lavoro leggendo il suo curriculum dice che Phoebe aveva 27 anni quando si è laureata, ma in realtà Phoebe ne aveva 25 e dovrebbe averli ancora in quest'episodio stesso, in cui mancano alcuni giorni al suo ventiseiesimo compleanno, essendo nata nel novembre 1975.

## Paige e il suo principe
- Titolo originale: A Knight to Remember
- Diretto da: David Straiton
- Scritto da: Alison Schapker, Monica Breen

### Trama
La vita in casa Halliwell senza il Trio, e con i demoni che attaccano in continuazione, sta diventando insostenibile; sicché a Piper viene finalmente l'idea di chiedere a Paige di trasferirsi in Prescott street. La reazione della strega non è entusiasta, volendo proteggere in tutti i modi la sua vita privata dalla magia; ma negli stessi giorni Paige è ossessionata dal ricordo di una favola inventata da bambina, e chiedendo aiuto al Libro delle Ombre pronuncia un incantesimo che richiama dal Medioevo uno splendido principe in costume. In questo modo Paige viene a sapere che ciò che credeva una favola era in realtà il ricordo di una sua vita precedente in cui, nei panni di una Malvagia Ammaliatrice, aveva fatto innamorare di sé il principe sottraendolo alla sua promessa sposa. Nel presente, il principe subisce quindi il fascino di Paige; ma l'Ammaliatrice stessa l'ha inseguito dal passato, ed è disposta a tutto per riaverlo. Il Trio al completo dovrà viaggiare nel tempo per mettere fine al falso idillio; e al termine dell'avventura Paige accetterà la proposta delle sorelle, e prenderà il suo posto a casa Halliwell dove da tempo c'è una bella camera vuota che l'attende.
- Guest star: Jesse Woodrow (Glen Belland), Charlie Weber (Principe), Bethany Joy Lenz (Lady Julia).
- Altri interpreti: David Reivers (Bob Cowan), Frank Crim (Autista).
- Nota: all'inizio dell'episodio Glen afferma che Paige ha 25 anni, ma in realtà in quest'episodio nonché in tutta questa stagione dovrebbe averne 24 essendo nata nell'agosto 1977.
- Curiosità: questo episodio presenta una vistosa incongruenza narrativa, poiché Leo dice che la malvagia antenata di Paige non deve congiungersi col principe che lei ha accidentalmente fatto arrivare nel presente altrimenti il futuro del mondo sarà tetro, ma essendo l'ammaliatrice e il principe vissuti secoli addietro, il futuro nonché il presente avrebbe già dovuto essere tetro fin da quell'epoca, ben prima che Paige pronunciasse la formula con cui ha chiamato a sé il principe!

## Una vita normale
- Titolo originale: Brain Drain
- Diretto da: John Behring
- Scritto da: Curtis Kheel

### Trama
Quando in casa Halliwell irrompe un "demone camaleonte", inviato dalla Sorgente ad attaccare le sorelle, Piper decide che è stufa della vita che conduce, e cerca in tutti i modi di ritagliarsi un angolo di libertà da vivere con amici e famiglia senza magia.
Convinta dalle sue sorelle a reagire il tempo necessario a scovare il demone, la Strega viene però sequestrata e portata negli inferi, e qui, assistita dall'Oracolo, la Sorgente stessa precipita Piper in un mondo fittizio e paradossale, dove casa Halliwell è diventata un manicomio. In questo mondo immaginario, la Sorgente e Leo sono psichiatri che tentano di curare nella mente di Piper quella che loro dicono essere la sua "convinzione di strega": tutto ciò che circonda Piper, incluse le sorelle, è concepito dalla Sorgente per darle l'impressione di essere pazza, di essersi immaginato tutto, dall'acquisizione dei poteri alla morte di Prue.
In questa farsa, Piper si dibatte cercando di non perdere di vista la realtà; poi, una volta assoggettata e ammansita, il "dottor Sorgente" fa leva sui suoi desideri di moglie e madre, e le suggerisce di usare l'incantesimo di rinuncia ai poteri come auto-curazione per lasciarsi alle spalle la malattia. Si tratta di un incantesimo la cui pagina le Halliwell strapparono dal Libro e distrussero quasi tre anni fa, ma che è ancora presente nella memoria di Piper.
Phoebe e Paige dovranno fare tutto ciò che è in loro potere per entrarle nella mente così come ha fatto la Sorgente, e impedirle di pronunciare quella formula. Ma avranno bisogno che Leo e Cole trovino il nascondiglio della Sorgente e, eliminando l'Oracolo, la mettano in difficoltà il tempo necessario per prendere il suo posto alle redini del cervello di Piper.
- Guest star: Bennet Guillory (La Sorgente), Krista Allen (Oracolo), Alastair Duncan (Alastair), Rachel Wilson (Becca).
- Altri interpreti: Whitney Dylan (Wendy).

## Doppio volto
- Titolo originale: Black As Cole
- Diretto da: Les Landau
- Scritto da: Abbey Campbell, Brad Kern e Nell Scovell

### Trama
Mentre Phoebe e Cole sono in giro a cercare un demone, inaspettatamente lui le chiede di sposarlo. La cosa sconvolge non poco la Strega, che dentro di sé, pur essendo innamorata, non è poi così certa che sia una buona idea diventare la moglie di un demone.
La richiesta di Cole, tra l'altro, giunge proprio nel momento in cui uno strano demone, Sykes, molto simile a Belthazor e anche lui nelle vesti di assistente procuratore, sta dando la caccia alle streghe di una congrega, emulandolo in tutto e per tutto per guadagnarsi altrettanta stima nel mondo degli inferi.
Cercando di proteggere una potenziale vittima, le sorelle s'imbattono in Emma, la fidanzata di un ragazzo ucciso da Sykes, la quale è ora determinata a vendicarsi in qualunque modo. Al momento di ricevere il nemico in casa Halliwell, però, Cole è costretto ad affrontarlo tirando fuori il Belthazor che è in lui, e la ragazza, riconoscendolo come il vero assassino del suo fidanzato, fugge via inorridita all'idea che le Halliwell le impediscano di eliminarlo.
Per Cole è alquanto difficile guardare in faccia le sorelle dovendo dar conto di un così truce dettaglio del suo passato; e in effetti, se quasi tutta la famiglia glielo perdona, concedendogli il beneficio del dubbio in virtù della sua metà umana, lo stesso non è per Paige, che proprio a partire da questo momento non si fiderà mai di lui completamente.
Frattanto il Trio riesce, durante uno scontro, a strappare a Sykes un lembo di carne con cui improntano lo stesso tipo di incantesimo già preparato in passato contro Belthazor.
Sykes riesce però a sequestrare Phoebe in soffitta; e per fronteggiarne la forza ed eliminarlo Cole dovrà affidarsi interamente a Belthazor, rischiando di non riuscire a controllarsi in tempo per ritornare nella sua forma umana. In questo viene comunque preceduto da Emma, che entrata in casa e impossessatasi della pozione, elimina Belthazor, liberando Cole.
- Guest star: Vincent Angell (Sykes), Heather Dawn (Emma), Bonnie Root (Susan Coleman).
- Altri interpreti: Michael Bailey Smith (Belthazor), Aaron Brumfield (Sykes, demone).
- Con: Sara Lynn Moneymaker (Marika), Kaycee Shank (Kari).
- Curiosità: in questo episodio Paige è presente per la prima volta, insieme alle sorelle, in una scena con Darryl, tuttavia interagiscono come se già si conoscessero; evidentemente le presentazioni sono avvenute off-screen, e lo stesso accade successivamente con Victor la volta dopo in cui torna a trovare le figlie, alcuni episodi dopo questo, in occasione delle nozze di Phoebe e Cole.

## L'ispirazione
- Titolo originale: Muse to My Ears
- Diretto da: Joel J. Feigenbaum
- Scritto da: Krista Vernoff

### Trama
Finalmente liberato dalla sua metà demoniaca, Cole non riesce a rilassarsi e a vivere la sua nuova vita di mortale. Cerca perciò di convincere le Halliwell a non abbassare la guardia contro la Sorgente, e soprattutto contro le fazioni di demoni che negli Inferi si stanno organizzando per spodestarla, sfruttando la sua momentanea debolezza. Una di queste fazioni ha preso di mira le Muse, esseri magici che ispirano alla creatività, con il cui aiuto il capo-fazione, Devlin, spera di ottenere il dominio sul mondo del male. Nel lottare contro questo nuovo demone, Phoebe e le sorelle si ritrovano a proteggere Melody, una musa da cui ricevono la giusta ispirazione. Tentano anche in ogni modo di tenere Cole, ormai privo di poteri, lontano dall'azione; ma per lui, starsene in disparte non è un'opzione: ne nasce una discussione che costringe Phoebe ad ammettere le vere ragioni per cui non ha ancora accettato la sua proposta di matrimonio.
- Guest star: Anthony Starke (Devlin), Siobhan Flynn (Melody), Cindy Ambuehl (Bev), John Prosky (Politico).
- Altri interpreti: Chad Kukahiko (Jackson), Jorge-Luis Pallo (Hector), Harley Zumbrum (Rake), Graham Shiels (Barbone\Demone).

## Il passato di Paige
- Titolo originale: A Paige from the Past
- Diretto da: James L. Conway
- Scritto da: Daniel Cerone

### Trama
Paige è in un periodo difficile: non riesce a liberarsi del senso di colpa per la morte dei suoi genitori adottivi e questo la logora; è convinta di avere una responsabilità nell'accaduto per colpa del suo temperamento giovanile. Piper e Phoebe decidono di fare qualcosa e Leo propone di usare le capacità di Clyde, il fantasma del passato, per rivivere gli avvenimenti del 1994. Per Paige, la tentazione di modificare gli eventi è fortissima e nel dramma dell'incidente d'auto, dove morirono i suoi genitori adottivi, scopre che era stata la magia a salvarle la vita. Intanto due fantasmi sfruttando il varco-temporale si impossessano dei corpi di Phoebe e Cole con l'intento di sposarsi per soppiantarne le anime. Saranno Piper e Darryl ad evitare che i due fantasmi commettano malvagità usando i corpi di Cole e Phoebe. Conclusa la disavventura, Phoebe si sentirà pronta per sposare Cole.
- Guest star: Sherman Howard (Clyde), M. Scott Wilkinson (Mr. Matthews), Lisa Darr (Mrs. Matthews), Alexandra Breckenridge (Michelle Miglis), Larry Brandenburg (Prof. Martin).
- Altri interpreti: Rhonda Stubbins (Preside Harris).
- Nota: a partire da questo episodio viene usato stabilmente il verbo "orbitare" per indicare la telecinesi degli angeli bianchi, e sostituisce così il più generico e provvisorio "svanire" che era stato utilizzato qualche volta in precedenza.

## Il verdetto
- Titolo originale: Trial by Magic
- Diretto da: Chip Scott Laughlin
- Scritto da: Michael Gleason

### Trama
In questo episodio largamente ispirato al film del 1957 12 angry men, Phoebe è concentratissima nell'esercizio del suo dovere di giurato in un processo che vede l'imputato, sedicente veggente, accusato di aver ucciso l'ex moglie. L'uomo, attraverso i suoi poteri è stato in grado di rivelare alla polizia il luogo esatto in cui ritrovare la vittima, ma così facendo ha ovviamente attirato su di sé ogni sospetto, sicché non gli crede nessuno degli altri undici membri della giuria, eccetto Phoebe che, toccando l'arma del delitto, ha una visione che lo scagiona. A Piper e Paige toccherà quindi, con l'aiuto di Leo, incaricarsi di scovare il vero assassino, mentre Phoebe, alle prese con un gruppo di giurati frettolosi e stressati, ma anche comprensibilmente scettici, si vedrà alla fine obbligata a usare la magia per ottenere all'unanimità un verdetto di assoluzione.
- Guest star: Jesse Woodrow (Glen Belland), Cleo King (Tanya), Lou Giovanetti (Andrew Wike), John Thaddeus (Stan Provazolli), Shannon O'Hurley (Angela Provazolli), Patrick Fischler (Capo della giuria), Peter Siragusa (Giurato), Käthe Mazur (Accusatrice).
- Altri interpreti: Bart McCarthy (Demone topo), Ray Proscia (Leader dei demoni topi).
- Nota: Riguardo al potere di Leo di cancellare la memoria altrui si dice in quest'episodio che il suo utilizzo non è consigliato perché non si sa mai di preciso cosa si andrà a rimuovere e questo va molto teoricamente a spiegare perché non vi si è fatto ricorso nell'episodio 3.22 nonostante la situazione d'assoluta emergenza; non è chiaro invece come mai Piper lo inviti ad utilizzare questa magia asserendo che non ha intenzione di rivivere quanto successo in quell'ultima puntata della terza stagione: in quell'episodio il tempo è tornato indietro anche per lei e perciò non dovrebbe poter ricordare nulla dell'inferno che si era venuto a creare a causa del segreto svelato, a meno che Leo e Phoebe non gliel'abbiano raccontato, il che è molto probabile.

## L'incendiario
- Titolo originale: Lost and Bound
- Diretto da: Noel Nosseck
- Scritto da: Nell Scovell

### Trama
Paige porta a casa Halliwell un ragazzino di nome Tyler. Lui è un incendiario, quindi può far incendiare ogni oggetto o persona con il pensiero. Viene messo al sicuro dai suoi genitori adottivi, in quanto essi sono dei demoni cacciatori di taglie che cercano di portarlo da Lord, un demone regnante che vuole rubare il potere di Tyler. Piper e Leo incontrano Lord facendo finta di essere due cacciatori di taglie ma falliscono il tentativo di eliminarli perché vengono cacciati dall'edificio "maledetto" e il ragazzino viene congelato con il Tocco Gelato. Questo potere mette in crisi Tyler perché ha una essenza di fuoco dentro al suo corpo. Alla fine riescono a salvare il bambino sconfiggendo il nemico e decidendo di bloccare i suoi poteri di incendiario per fagli avere un'adolescenza normale.
- Guest star: Ray Wise (Ludlow), Alex Black (Tyler Michaels), Dwier Brown (Stephen), Ashley Gardner (Annette).
- Altri interpreti: David Reivers (Bob Cowan), Lori Alan (Cynthia), Angelo Tiffe (Alan Yates), Rick Cramer (Demone guardia).
- Nota: in questo episodio Phoebe dice a Cole che la loro nonna aveva usato l'anello per sei matrimoni, mentre in tutti gli altri episodi della serie, sia prima che dopo questo, in cui si parla dei matrimoni della nonna Penny, viene sempre detto che sono stati quattro.

## Lo scrigno
- Titolo originale: Charmed and Dangerous
- Diretto da: Jon Pare
- Scritto da: Alison Schapker, Monica Breen

### Trama
Phoebe ha una premonizione in cui un demone con metà volto cerca di ucciderla e Cole si sacrifica per salvarla, così la donna fa in modo di farlo allontanare da casa, finché non avrà scoperto chi era il demone. Parlandone successivamente con Cole, Phoebe viene a scoprire da quest'ultimo che il demone della premonizione è in realtà la Sorgente. Il piano del Signore del male è pericolosissimo: rompendo un antichissimo accordo tra bene e male si è impossessato dello scrigno che contiene il Vuoto, una potentissima forza in grado di assorbire ogni forma di magia, buona e cattiva, e ha intenzione di usarlo per impadronirsi dei poteri delle Halliwell. La Sorgente ingaggia quindi un demone e un angelo nero che rubano i poteri prima a Piper poi a Paige e riducono Leo in fin di vita. Tuttavia la Veggente, braccio destro della Sorgente, ha una premonizione in cui vede tutto il mondo della magia distrutto dal Vuoto e tenta così di convincere il Signore del male a rimettere il Vuoto al suo posto, ma inutilmente. Quando lo scontro sembra ormai volgere in favore del male, Cole viene misteriosamente richiamato negli inferi dalla Veggente, la quale stringe un accordo con lui. Dopo aver fatto entrare nel suo corpo il Vuoto, Cole si reca a casa Halliwell dove la Sorgente è a un passo dallo sconfiggere il Trio, e come nella premonizione di Phoebe fa da scudo alle tre sorelle, assorbendo così i poteri della Sorgente che viene quindi sconfitta dal Trio grazie ad una formula. Quindi Cole e la Veggente fanno tornare il Vuoto nel suo scrigno e tutto torna alla normalità. Essendo però stata eliminata la vecchia Sorgente se ne sta creando una nuova e pare proprio che l'indiziato a coprire questo ruolo sia Cole.
- Guest star: Peter Woodward (La Sorgente), Debbi Morgan (La Veggente), Camilla Rantson (Carolyn Sheldon), Caprice Benedetti (Angelo guardia).
- Altri interpreti: Lawrence Smilgys (Demone guardia), Robert Madrid (Angelo nero).

## I tre volti di Phoebe
- Titolo originale: The Three Faces of Phoebe
- Diretto da: Joel J. Feigenbaum
- Scritto da: Curtis Kheel

### Trama
Phoebe è ansiosa per il suo imminente matrimonio con Cole e preoccupata dagli strani atteggiamenti dell'uomo, simili a quelli che aveva quando era Belthazor: decide quindi di pronunciare un incantesimo per capire se il matrimonio deve avvenire, ma la formula fa apparire nella Villa una giovane e innocente Phoebe (all'età di 10 anni) ed una vecchia e cinica Phoebe per aiutarla a prendere una decisione. Nel frattempo, Cole non riesce a prendere il controllo del male che cresce dentro di lui mentre la Sorgente si sta impossessando del suo corpo, e il principale rivale della Sorgente, Kurzon, che pensa che quest'ultima sia morta, viene convinto dalla Veggente ad uccidere le Halliwell per guadagnare il supporto dell'intero mondo degli Inferi. La vecchia Phoebe sa già cosa è successo e si rifiuta di cambiare la storia, confessando in seguito a Cole che nel suo passato lei aveva scoperto che lui era diventato la Sorgente e con le sue sorelle l'aveva eliminato e non l'aveva più sposato, ma si è sempre chiesta se c'era una possibilità di sposarlo e di salvarlo. Quando la vecchia Phoebe protegge Cole da un attacco di Kurzon e perde la sua vita, Phoebe prende la sua decisione di sposare Cole e le due Phoebe scompaiono. Phoebe comunica la sua decisione a Cole, che le mente dicendole di non nasconderle nulla. Paige scopre che il suo ultimo incantesimo su Carolyn le è servito per prevalere su un suo collega, Scott, per una promozione ad assistente sociale, e decide poi di rinunciare alla promozione.
- Guest star: Debbi Morgan (La Veggente), Frances Bay (Phoebe da anziana), Samantha Goldstein (Phoebe da bambina), Harry Van Gorkum (Kurzon).
- Altri interpreti: David Reivers (Bob Cowan), Andrew Abelson (Jax), Christian Keiber (Scott), Jason Matthew Smith (Demone).

## Le nozze di Phoebe
- Titolo originale: Marry-Go-Round
- Diretto da: Chris Long
- Scritto da: Daniel Cerone

### Trama
Mentre Phoebe è emozionata per le sue nozze con Cole, quest'ultimo maledice le tre sorelle inducendole a litigare tra loro, mentre è in atto un demoniaco matrimonio.
- Guest star: James Read (Victor Bennett), Debbi Morgan (La Veggente), Coolio (Demone Lazzaro), Tony Amendola (Prete nero).
- Altri interpreti: David Doty (Prete).

## La ruota di scorta
- Titolo originale: The Fifth Halliwheel
- Diretto da: David Straiton
- Scritto da: Krista Vernoff

### Trama
Paige, che si sente come ruota di scorta nel Trio, sospetta che Cole sia ancora un demone. Intanto le tre sorelle incontrano una nuova innocente posseduta da un potere demoniaco che l'ha portata alla pazzia. Grazie a una pozione riescono a liberare l'innocente riportandola alla normalità ma Cole, deciso a eliminare Paige, ingaggia un demone per "infettarla" con un potere demoniaco in modo che arrivi alla paranoia e infine alla morte. Alla fine dell'episodio Cole, per amore di Phoebe, fa in modo che Paige ritorni in sé.
- Special musical guest star: Rebekah Ryan.
- Guest star: Debbi Morgan (La Veggente), Rebecca Balding (Elise Rothman), Becky Wahlstrom (Lila), Molly Hagan (Karen Young), Mario Schugel (4 agenti di potere).
- Altri interpreti: Chris Butler (Uomo di legge).

## Salvate il soldato Leo
- Titolo originale: Saving Private Leo
- Diretto da: John Behring
- Scritto da: Daniel Cerone, Doug E. Jones

### Trama
Le Halliwell incontrano sulla loro strada due fantasmi dal passato di Leo , Rick e Nathan Lang, che sono tornati in cerca di vendetta dopo averlo cercato per 60 anni, credendo che Leo li abbia lasciati morire mentre era un medico durante la seconda guerra mondiale. In quell'occasione anche Leo era morto per salvare altre vite, poi fu "premiato" diventando angelo bianco ed aiutando a salvare tanti altri innocenti. Confrontato con il ricordo di aver abbandonato i suoi vecchi amici, proprio nell'anniversario della battaglia del Guadalcanal, Leo finisce col perdere i suoi poteri quando i fantasmi uccidono prima un'insegnante sua protetta, Maria, e poi anche Piper, la persona che Leo ama di più al mondo: dovrà essere Paige a risolvere la situazione. Nel frattempo Cole/La Sorgente spera che la moglie Phoebe possa essere incinta dell'essere magico più potente al mondo e richiede l'aiuto di un demone molto sexy, Julie, che assume come sua assistente per rendere difficile la vita di Phoebe a Villa Halliwell e convincerla a separarsi dalle sorelle e trasferirsi in un bell'appartamento con lui. Phoebe, che adesso lavora realizzando la rubrica di consigli al giornale, si rende conto che villa Halliwell è troppo sovraffollata e rumorosa per lei, e si trasferisce con Cole nel grande appartamento che l'uomo dice gli è stato messo a disposizione dal suo studio legale.
- Guest star: Costas Mandylor (Rick Lang), Louis Mandylor (Nathan Lang), Deborah Kellner (Julie), Evie Peck (Maria), René Heger (Greg), James Greene (Veterano).
- Altri interpreti: Joel Anderson (Billy), Tom Finnegan (Franklin), Charles C. Stevenson Jr. (Surdez).
- Nota: In questo episodio si apprende che la vita terrena di Leo si è svolta dal 6 maggio 1924 al 24 novembre 1942 (scritto sulla targhetta sotto la sua foto militare) quindi quando è morto diventando un angelo bianco aveva solo diciotto anni e mezzo, e così avrebbe dovuto rimanere visto che gli angeli bianchi non invecchiano.

## Mordimi!
- Titolo originale: Bite Me
- Diretto da: John T. Kretchmer
- Scritto da: Curtis Kheel

### Trama
Paige viene morsa da un vampiro, e si trasforma così in una di loro: le sorelle avranno il compito di fermarla prima che uccida un innocente e renda la trasformazione definitiva. Alla fine della puntata Paige riesce a tornare se stessa e Phoebe, dopo una discussione con Cole che le dice che non vuole che combatta ancora i Demoni, riceve una telefonata dal suo medico che le comunica che è incinta, causando il suo svenimento.
- Guest star: Elizabeth Gracen (Regina dei vampiri), Samuel Ball (Rowan), Deborah Kellner (Julie), Jay Acovone (Keats), Shishir Kurup (Dottore).
- Altri interpreti: Michael Bailey Smith (Leader dei Grimlock), Betty K. Bynum (Leader delle Arpie), Michael DeVorzon (Vampiro).
- Non accreditati: Petra Sprecher (Arpia).

## Il Grimoire
- Titolo originale: We're Off to See the Wizard
- Diretto da: Timothy Lonsdale
- Scritto da: Alison Schapker, Monica Breen

### Trama
Il trio collabora con un mago cattivo capace di creare illusioni incredibilmente reali, affinché riescano a privare la futura sorgente (ignorando che sia Cole) del Grimoire, un libro potentissimo usato dalle forze del male. Cole vuole rinunciare ai poteri della sorgente ma viene fermato da Phoebe, istigata fortemente dal bambino che porta in grembo, una potente creatura destinata, in un lontano futuro, a governare gli Inferi, e dalla Veggente.
- Guest star: Debbi Morgan (La Veggente), Deborah Kellner (Julie), Armin Shimerman (Mago), Michael Des Barres (Prete nero).
- Altri interpreti: Dayo Ade (Demone guardia 1), Jeff Henry (Demone guardia 2), Osman Soykut (Prete nero).

## Lunga vita alla Regina
- Titolo originale: Long Live the Queen
- Diretto da: Jon Pare
- Scritto da: Krista Vernoff

### Trama
Phoebe è ormai passata alla malvagità, ma quando aiuta le sorelle a salvare un innocente, sente ancora il bene dentro di sé e alla fine questo prevale: Phoebe ritorna ad essere una strega del trio, rinunciando all'amore della sua vita.
- Guest star: Debbi Morgan (La Veggente), Rebecca Balding (Elise Rothman), Jeff Meek (Dane), Jaime P. Gomez (Greg Conroy).
- Altri interpreti: Aldis Hodge (Trey), James Leo Ryan (Raim), David Heckel (Demone squallido).
- Non accreditati: Joel West (Malick).

## Piccolo diavolo
- Titolo originale: Womb Raider
- Diretto da: Mel Damski
- Scritto da: Daniel Cerone

### Trama
Phoebe ancora sconvolta per la morte di Cole si trova ad affrontare le prime difficoltà della sua gravidanza demoniaca. All'inizio lei è convinta di poter riuscire a rendere buono il bambino con il suo amore. Ma a poco a poco il potere del bambino (che in realtà è la Sorgente) prende il sopravvento soggiogandola completamente. La Veggente, che intanto sta cercando di diventare la nuova Sorgente impadronendosi del bambino, tenta di rapire Phoebe e in primo luogo non ci riesce, grazie all'intervento di Piper e Paige, ma successivamente sarà proprio Phoebe, soggiogata dal bambino, a recarsi negli Inferi dove la Veggente l'attende per ricevere il bambino nel suo ventre. Divenuta ormai la nuova Sorgente, durante la cerimonia dell'incoronazione la Veggente tenta di uccidere le Halliwell (che ha imprigionato in una gabbia magica) con i suoi nuovi poteri, ma loro si difendono con il Potere del Trio, che respinge indietro l'attacco e provoca un vortice distruggendo la Veggente assieme alla creatura che porta in grembo e a tutti i demoni presenti.
- Guest star: Debbi Morgan (La Veggente), Jeff Meek (Dane), Tony Amendola (Prete Nero), Carel Struycken (L'uomo alto), Aaron Lusting (Dr. Harris), Nicholas Cascone (Ispettore Miles), Mike Pavone (Dottore).

## La fine del Trio?
- Titolo originale: Witch Way Now?
- Diretto da: Brad Kern
- Scritto da: Brad Kern

### Trama
Come premio per aver annientato la Sorgente, un Angelo del Destino offre alle sorelle la possibilità di condurre una vita normale, senza poteri, e con gioia e amore e soprattutto senza demoni. Ma alla fine, dopo molti dubbi, le sorelle decidono di tenere i loro poteri. L'episodio si conclude con Piper che scopre di aspettare un bambino.
Un poliziotto ricatta le sorelle per cercare un serial killer.
- Guest star: Bruce Campbell (Agente Jackman), Dakin Matthews (Angelo del destino), Leslie Grossman (Segretaria di Phoebe).
- Altri interpreti: Samantha Shelton (Selena), Gwen Stewart (Tashmin).